# Teresa non sparare/Frankie and Johnny
Teresa non sparare/Frankie and Johnny è un singolo di Fred Buscaglione e i suoi Asternovas, pubblicato nel 1955 e inserito nel secondo album Fred Buscaglione e i suoi Asternovas.

## Tracce
Lato A
1. Teresa non sparare - (testo: Chiosso - musica: Buscaglione)

Lato B
1. Frankie and Johnny - (testo: Testa - musica: Colt)